# کومه، بنین
کومه (به فرانسوی: Comè) شهری در استان مونو واقع در کشور بنین است که در سال ۱۹۹۲ میلادی ۱۹٬۰۵۴ نفر جمعیت داشته و جمعیت آن در سال ۲۰۰۵ میلادی به ۲۹٬۲۰۸ نفر رسیده‌است.